# Adolphe Grisel
Adolphe Jules Grisel (* 9. Dezember 1872 in Paris; † 13. Dezember 1942 in Saint-Quentin) war ein französischer Leichtathlet und Turner.
Grisel nahm an den Olympischen Spielen 1896 in Athen teil.
Im Weitsprung war er einer von neun Teilnehmern, kam aber nicht unter die ersten Vier. Im 100-Meter-Lauf und im 400-Meter-Lauf schied Grisel im Vorlauf aus und kam somit nicht ins Finale. Auch im Diskuswurf konnte er sich nicht für das Finale qualifizieren.
Im Turnen war er im Barrenwettbewerb als einer von 18 Teilnehmern.